# Chegutu (Distrikt)
Der Chegutu (Rural) Distrikt ist einer von 13 Distrikten in der Provinz Mashonaland West in Simbabwe. Er hat 178.900 Einwohner (2022). Er ist nicht zu verwechseln mit dem Urbanen Distrikt der Stadt Chegutu, in der er den Sitz seiner Verwaltung hat. 
Er wurde 1998 gegründet.

## Geografie
Der Distrikt liegt im Südosten von Mashonaland West und wird vom Great Dyke durchzogen. Er hat eine Fläche von 5329 km². Er erhebt sich im Nordosten bis auf etwa 1400 m und fällt in westliche Richtung bis auf etwa 1100 m ab.
Er grenzt im Norden an den Distrikt Zvimba, im Westen an Sanyati und im Süden an Mhondoro-Ngezi, die bis 2007 den ehemaligen Distrikt Kadoma bildeten. Im Osten grenzt er an Seke in der Provinz Mashonaland Central. Er hat 29 Wards.
Dabei bildet der Fluss Manyame die Nordgrenze sowie der Fluss Umsweswe ein kleines Stück der Südgrenze. Der Distrikt wird von Ost nach West vom Mupfure durchflossen.

## Wirtschaft
Die Wirtschaft Chegutus ist durch Landwirtschaft und Bergbau geprägt. Auf den Feldern werden Weizen und Baumwolle angebaut. Daneben gibt es noch Viehzucht. Es gibt auch im Distrikt eine der größten Textilfabriken in Simbabwe, in der die Baumwolle verarbeitet werden kann.
Durch den Great Dyke ist der Distrikt reich an Bodenschätzen. Es werden Platin, Gold, Chrom und Nickel abgebaut. Ebenso gibt es Steinbrüche.
Ein weiterer Wirtschaftszweig im Distrikt ist die Fliesen und Porzellan Herstellung.

## Infrastruktur
Der Distrikt wird von der Fernstraße Harare – Bulawayo durchquert.
Es gibt 18 Krankenhäuser im Distrikt (2024). Neben gut ausgerüsteten Krankenwägen gibt es eine mobile Klinik.